# Laatste rondje (Lijpe)
Laatste rondje is een lied van de Marokkaans-Nederlandse rapper Lijpe. Het stond in 2022 als eerste track op het album Lijpe.

## Achtergrond
Laatste rondje is geschreven door Abdel Achahbar, Bryan du Chatenier en Rangel Silaev en geproduceerd door Trobi. Het is een nummer dat past in de genres nederhop. In het lied rapt Lijpe over hoe zijn leven is en over zijn successen. Hij gaat ook in over het belang van zijn familie.

## Hitnoteringen
Ondanks dat het lied niet als single was uitgebracht, had Lijpe toch bescheiden succes met het lied in Nederland. Het piekte op de achttiende plaats van de Single Top 100 in de twee weken dat het in deze hitlijst te vinden was. De Top 40 en haar Tipparade werden niet bereikt.